# Гіпаспісти

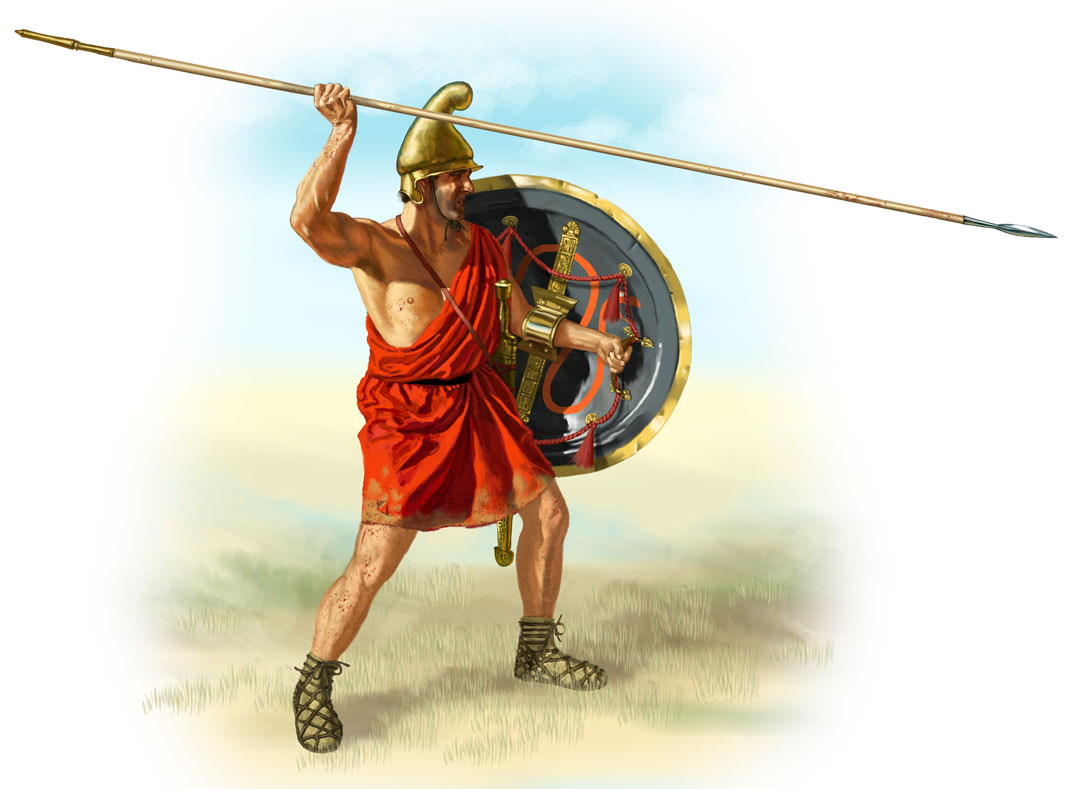
Гіпаспіст

Гіпаспісти (дав.-гр. Ὑπασπιστές — «щитоносці») у македонській армії Філіпа Другого та Александра Великого. Спадкоємці ідеї фіванських гаміппів. Гіпаспісти було організовано у хіліархії — «тисячі». Усього було 3 чи 6 тисяч гіпоспистів (3 чи 6 хіліархій). Раніше в архаїчний і класичний періоди — слуги та раби воїнів, переважно гоплітів, кількість яких у поході у спартанців доходила до семи (Геродот) на одного спартіату і яких іноді в бою будували окремими загонами легкоозброєних (Ксенофонт).

## Історія
Одне з ранніх найменувань гіпоспистів – «щитоносці гетайрів», з чого можна дійти невтішного висновку, що весь корпус гіпоспистів спочатку був сформований з піших зброєносців (щитоносців) царських супутників-гетайрів.
Основою бойового застосування Александром добірного корпусу гіпоспистів стала найтісніша взаємодія гіпоспистів з гетайрами (явний розвиток Філіпом ідеї Епамінонда застосування беотійських піших гаміппів та фіванської кінноти у складі змішаних кінно-піхотних загонів). Гаміппи йшли у бій, тримаючись за гриви чи хвости коней).
Озброєння гіпоспистів: ударна піка -сариса, гоплітське спис або дротики, ксифос, шолом, щит аспіс, панцир ( Сполас ), кніміди-поножі.

## Елітні підрозділи
Аргіраспіди — «сріблощитні» — елітний підрозділ гіпоспистів у складі царської Агеми, які за відмінності в битвах отримали від Александра Македонського відзнаку — посріблені щити. Після смерті Александра вони служили у Євмена, потім у Антигона Одноокого, який розформував цей підрозділ. Пізніше імператор Александр Север організував подібний загін, добірної частини якого дав навіть щити із золота; за що їх називали хризоаспіди .

## В армії Візантійської Імперії
У візантійській армії часів Юстиніана також були іпаспісти (гіпаспісти) або букеларії - особисті дружини полководців, що відрізнялися відмінним озброєнням, вишколом і вмінням битися верхом і пішими, в строю і поодинці. Офіцери частин називалися списоносці-дорифорами, а рядові - щитоносцями31[джерело?].